# Pindal (canton)
Pour les articles homonymes, voir Pindal.
Pindal est un canton d'Équateur situé dans la province de Loja.